# Wydra (rejon złoczowski)
Wydra (ukr. Видра) – wieś na Ukrainie w rejonie złoczowskim obwodu lwowskiego.
Do 2020 w rejonie brodzkim.